# Radioåret 1944

## Händelser

### Okänt datum
- Rundradioutredningen i Sverige, som tillsattes hösten 1943, föreslår byggandet av två kortvågssändare i Hörby och Motala.
- Sveriges Radio börjar experimentera med rundradiosändningar på FM. [1]

## Radioprogram

### Sveriges Radio
- 1 januari - Anropen i radioprogrammen i Sveriges Radio ändras från  Stockholm-Motala  till Sveriges Radio.
- Vad vill ni höra i kväll? är en önskerond med kortvågsbilen. De önskade skivorna spelas senare samma dag.
- Svenska röster utifrån sänder under året inslag från USA, England, Frankrike, Tyskland och Sydamerika.

## Födda
- 3 februari - Kjell Swanberg, kåsör och programledare för Platt-etyder.
- 18 februari - Ulf Wickbom, svensk journalist och krönikör.
- 19 mars - Gunnar Fagerström, svensk radiojournalist, verksam vid Ekoredaktionen.
- 1 april - Gösta Dahlgren, svensk radioprogramledare, verksam i Umeå.
- 29 april - Katarina Mazetti, svensk radiojournalist och författare.
- 12 juli - Kent Finell, programledare för Svensktoppen.

### Fotnoter
1. ↑  ”78:or & film”. Arkiverad från originalet den 5 mars 2021. https://web.archive.org/web/20210305042652/http://musiknostalgi.atspace.cc/ra_lic.htm. Läst 26 mars 2011.